# 31884 Evangelista
31884 Evangelista este o planetă minoră (asteroid), cu un diametru de 3,506 km, din centura de asteroizi. A fost descoperită pe 27 martie 2000 la Stația Anderson Mesa de Lowell Observatory Near-Earth-Object Search. 
Obiectul prezintă o orbită caracterizată de o semiaxă mare de 2,7342249 UAi, o excentricitate de 0,08, o înclinație de 2,3626 ° în raport cu ecliptica.